# Crambidia roberto
Crambidia roberto är en fjärilsart som beskrevs av Dyar 1907. Crambidia roberto ingår i släktet Crambidia och familjen björnspinnare. Inga underarter finns listade i Catalogue of Life.